# Na'Asha Robinson
Na'Asha Robinson (* 23. Januar 1997 in Huntsville, Alabama) ist eine US-amerikanische Leichtathletin, die sich auf den Sprint spezialisiert hat.

## Sportliche Laufbahn
Na'Asha Robinson wuchs in Alabama auf und studierte von 2015 bis 2017 an der Tennessee Technological University sowie von 2018 bis 2019 an der University of Arizona. Erste internationale Erfahrungen sammelte sie im Jahr 2022, als sie bei den Hallenweltmeisterschaften in Belgrad mit der US-amerikanischen 4-mal-400-Meter-Staffel in 3:28,63 min den vierten Platz belegte. 2024 verhalf sie dem Team bei den Hallenweltmeisterschaften in Glasgow zum Finaleinzug und trug damit zum Gewinn der Silbermedaille bei.

## Persönliche Bestzeiten
- 200 Meter: 23,02 s (+1,6 m/s), 12. Mai 2018 in Cookeville
  - 200 Meter (Halle): 23,35 s, 8. Februar 2020 in Columbia
- 400 Meter: 51,30 s, 18. Juni 2021 in Eugene
  - 400 Meter (Halle): 51,98 s, 15. Februar 2022 in Albuquerque